# کارکس فستوکاکیا
کارکس فستوکاکیا (نام علمی: Carex festucacea) نام یک گونه از سرده جگن است.